# Whitley Strieber
Louis Whitley Strieber (San Antonio, 13 de junio de 1945) es un escritor estadounidense, conocido por novelas de terror como The Wolfen y El ansia, y por Comunión, un relato en el que describe desde su perspectiva sus autoasumidas experiencias con entidades extraterrestres. Strieber también ha colaborado en The Coming Global Superstorm con Art Bell, que inspiró la película sobre el repentino cambio climático The Day After Tomorrow.

## Biografía
Whitley Strieber es hijo del abogado Karl Strieber y de Mary Drought Strieber. Asistió al Central Catholic Marianist High School, un instituto católico de San Antonio, y estudio en la Universidad de Texas en Austin y en la London School of Film Technique, graduándose en ambas en 1968. Después trabajó para varias empresas de publicidad en Nueva York, llegando al puesto de vicepresidente antes de retirarse en 1977 para convertirse en escritor.
Whitley Strieber es católico y estuvo asociado con la Gurdjieff Foundation. Abandonó la fundación poco antes de las experiencias que describe en Comunión, pero sigue interesado en las enseñanzas de Gurdjieff y Ouspensky, y con frecuencia se refiere a ellos en sus artículos no ficticios.
Se casó con Anne Strieber y tuvieron un hijo, Andrew, que aparece en Comunión y en varias de las novelas de Strieber, como Warday.
Anne sufrió una hemorragia cerebral en 2004 y en 2013 recibió tratamiento debido a un tumor cerebral; en marzo de 2014 Whitley Strieber y ella publicaron un relato sobre su enfermedad llamado Miraculous Journey. Finalmente falleció en 2015.

## Obra

### Ficción
Whitley Strieber comenzó su carrera de novelista con las novelas de terror The Wolfen (1978) y The Hunger (1981), que posteriormente fueron adaptadas al cine. En los años siguientes continuó con el género de terror con Black Magic (1982) y The Night Church (1983).
Posteriormente se pasó al género de la ficción especulativa. En 1984 escribió Warday, un best seller sobre los peligros de la guerra nuclear y Nature's End (1986), una novela sobre un apocalipsis medioambiental, con la colaboración de su amigo James Kunetka. También es el autor de Wolf of Shadows (1985), una novela ambientada tras un invierno nuclear.
En 1986 publicó Catmagic, una novela de fantasía en colaboración con Jonathan Barry, un consultor de la industria aeronáutica y brujo practicante. En la edición de 1987 Strieber afirmó que Jonathan Barry era un autor ficticio y que él, Strieber, era el único autor de Catmagic.
Posteriormente siguió escribiendo otros libros como Billy (1990), The Wild (1991), Unholy Fire (1992) y The Forbidden Zone (1993) más dirigidos hacia el género de suspense.
Posteriormente continuó con la saga de vampiros que comenzó con The Hunger con The Last Vampire (2001) y Lilith's Dream (2003).
Su novela sobre abducciones alienígenas, The Grays (2006), utiliza sus propias experiencias personales sobre el fenómeno.
Los relatos cortos del autor fueron recopilados en 1997 en el libro Evenings with Demons.
Actualmente Whitley Strieber publica semanalmente en su página web el podcast Dreamland sobre sucesos paranormales y ciencia ficción. Anteriormente este programa iba incluido en Coast to Coast AM, del presentador Art Bell, antes de que Strieber comenzara a publicarlo en 1999.
En los últimos años Strieber ha vuelto a escribir novelas, entre las que se encuentran 2012: The War For Souls (2007), una novela de terror sobre una invasión interdimensional y Critical Mass (2009) una novela de suspense sobre terrorismo nuclear. También ha sido coautor de la novela gráfica The Nye Incidents (2008), junto con Craig Spector y Guss Floor.
Su novela The Omega Point (2010) está basada en una conexión entre la fecha apocalíptica de 2012 y el Libro de las Revelaciones. Esta novela detalla varios sucesos en torno al año 2012 esbozando tres formas inquietantes de evolución de la humanidad.
Con Melody Burning (2011) Strieber ha participado en la novela para adolescentes. La historia se centra en un adolescente salvaje que vive dentro de un rascacielos sin que nadie se dé cuenta y una nueva propietaria, una estrella del pop llamada Melody, de la que se enamora.
En el año 2012 Strieber comenzó una saga de ciencia ficción y suspense llamada Alien Hunter.

### Comunióny "Los visitantes"
El 26 de diciembre de 1985, Whitley Strieber supuestamente sufrió una experiencia en la que creyó que había sido abducido de su habitación en el estado de Nueva York por seres de algún tipo. Escribió sobre su experiencia en su primer libro no ficticio Communion (1987). Por lo general se interpreta que el libro es un testimonio sobre las abducciones alienígenas, aunque el propio Strieber no ha querido extraer conclusiones sobre la naturaleza de su experiencia. Se refiere a estos seres como "Los visitantes", un nombre neutral que deja abierta la posibilidad de que no se trate de un contacto extraterrestre, sino de otra cosa. Repetidamente ha expresado su frustración hacia lo que considera frases y afirmaciones incorrectas que se le han atribuido.
Comunión fue el primer best seller en la lista de no ficción de 1987 del New York Times. Strieber ha escrito desde entonces otros tres libros autobiográficos sobre sus experiencias con los visitantes, Transformation (1988), Breakthrough (1995), y The Secret School (1996).
Entre otros libros sobre los alienígenas de Strieber se incluyen Majestic (1989), una novela sobre el incidente de Roswell y The Communion Letters (1997), una serie de cartas de lectores del libro que han informado sobre experiencias similares a las de Strieber. Confirmation (1998), a pesar de su título, no es una confirmación sobre la existencia de ovnis o abducciones, sino un análisis sobre los testimonios y evidencias disposibles. The Grays (2006) es una novela que presenta las impresiones de Strieber sobre un posible contacto alienígena a través de una narración ficticia.
Strieber escribió el guion de la película de 1989 Comunión, dirigida por Philippe Mora y protagonizada por Christopher Walken como el propio Strieber. La película muestra una trama basada en Comunión y su secuela Transformation, y presenta otros temas que no están presentes en los libros.

### "El maestro de la llave"
En la madrugada del 6 de junio de 1998, Whitley Strieber supuestamente fue visitado en su habitación de hotel de Toronto por un hombre aparentemente humano, que le habló sobre varios temas de espiritualidad y medio ambiente. El hombre no le dijo su nombre, pero Strieber se ha referido a él como el "maestro de la llave". Strieber informó de esta visita en su diario en línea en 1998 y proporcionó más información en su libro The Key (2001). Los escépticos señalan que el libro y el diario de 1998 son muy diferentes y proporcionan información distinta sobre lo que dijo el hombre.
Antes de publicar The Key, Strieber colaboró en The Coming Global Superstorm (1999), un libro sobre la posibilidad de un rápido y destructivo cambio climático, con Art Bell. Ha dicho que está basado en gran parte en cosas que el "maestro de la llave" le dijo sobre el medio ambiente. El libro sirvió como inspiración para la película El día de mañana (2004). Posteriormente Strieber escribió una novelización de esa película.
Otro libro que Strieber dice está inspirando en las enseñanzas del "maestro de la llave" es The Path (2002), que trata del simbolismo del Tarot de Marsella.

## Otros medios
Whitley Strieber escribió un ensayo en el libro de fotografías de desnudos XXX: 30 Porn Star Photographs y aparece en entrevistas en Thinking XXX un documental del año 2004 de la HBO sobre el libro.
También hizo un cameo en la película de 2009 La montaña embrujada.

## Influencias culturales
En la serie de televisión Babylon 5, existe una raza alienígena similar a los "grises" de Comunión. Esta raza es llamada los Streib por Whitley Strieber.
La banda sueca Evergrey de heavy metal compuso en el año 2001 su álbum In Search of Truth, sobre ideas de Comunión, después de que el cantante de la banda, Tom S. Englund, leyera el libro.

## Obras

### Ficción
- The Wolfen (1978)
- The Hunger (1981)
- Black Magic (1982)
- The Night Church (1983)
- Warday (1984) (con James Kunetka)
- Wolf of Shadows (1985)
- Nature’s End (1986) (con James Kunetka)
- Catmagic (1986)
- Majestic (1989)
- Billy (1990)
- The Wild (1991)
- Unholy Fire (1992)
- The Forbidden Zone (1993)
- Evenings With Demons (1997)
- The Last Vampire (2001)
- Lilith’s Dream (2002)
- The Day After Tomorrow (2004)
- The Grays (2006)
- 2012: The War for Souls (2007)
- The Nye Incidents (2007) (con Craig Spector)
- Critical Mass (2009)
- The Omega Point: Beyond 2012 (2010)
- Hybrids (2011)
- Melody Burning (2011)
- Alien Hunter (2012)
- The Secret of Orenda (2013)
- Alien Hunter: Underworld (2014)
- Alien Hunter: The White House (2016)
- New (2018)
- In Hitler’s House Volume 1: What the Thunder Said (as Jonathan White Lane) (2018)
- In Hitler’s House Volume 2: Unreal (as Jonathan White Lane) (2018)

### No ficción
- Communion (1987)
- Transformation (1988)
- Breakthrough (1995)
- The Secret School (1996)
- The Communion Letters (1997) (con Anne Strieber (editores))
- Confirmation (1998)
- The Coming Global Superstorm (1999) (con Art Bell)
- The Key (2001)
- The Path (2002)
- Solving the Communion Enigma (2012)
- Miraculous Journey (2014) (con Anne Strieber)
- Super Natural: A New Vision of the Unexplained (2016) (con Jeffrey J. Kripal)
- The Afterlife Revolution (2017) (con Anne Strieber)
- A New World (2019)
- Jesus: A New Vision (2020)
- Them (2023)
- The Fourth Mind (2025)

### Adaptaciones en cine y televisión
- Wolfen (1981; Orion/Warner Bros.)
- The Hunger (1983; Metro-Goldwyn-Mayer)
- Communion (1989; New Line Cinema)
- The Day After Tomorrow (2004; Lionsgate Films)
- Hunters (2016; Syfy)[3]